# Зарагоза, Санта Амелија (Емпалме)
Зарагоза, Санта Амелија (шп. Zaragoza, Santa Amelia) насеље је у Мексику у савезној држави Сонора у општини Емпалме. Насеље се налази на надморској висини од 39 м.

## Становништво
Према подацима из 2010. године у насељу је живело 6 становника.

### Хронологија
| Година       | 2000            | 2005         | 2010 |
| ------------ | --------------- | ------------ | ---- |
| Становништво | 366 (188 / 178) | 32 (14 / 18) | 6    |

### Попис
| # | Индикатор                     | Вредност |
| - | ----------------------------- | -------- |
| 1 | Укупно домаћинстава           | 79       |
| 2 | Укупно насељених домаћинстава | 2        |
| 3 | Величина локације             | 1        |